# Кочетков, Юрий Алексеевич
Юрий Алексеевич Кочетков (26 декабря 1920, с. Дунилово, ныне Шуйский район,Ивановская область — 2005, Москва) — советский и российский ученый в областях теории стрельбы и баллистики авиационных средств поражения и теории автоматического управления. Доктор технических наук (1955 г.), профессор (1958 г.).
Заслуженный деятель науки и техники РСФСР (1977). Участник Великой Отечественной войны. Полковник. Почетный профессор ВВИА им. проф. Н. Е. Жуковского.

## Биография
Кочетков Ю. А. родился в селе Дунилово Шуйского района Ивановской области 26 декабря 1920 г. В 1937 г. поступил на механико-математический факультет МГУ им. М. В. Ломоносова.
В 1941 г. с началом Великой Отечественной войны был призван в армию и направлен слушателем в ВВИА им. проф. Н. Е. Жуковского. После завершения обучения в июне 1944 г. был оставлен в адъюнктуре академии и отправлен на фронт — на полугодичную стажировку в должности инженера полка. В период с 1944 по 1945 г. проходил службу в действующей армии на территории Польши в должности инженера полка по вооружению.
После окончания Великой Отечественной войны продолжил учёбу в адъюнктуре ВВИА им. проф. Н. Е. Жуковского. В 1948 г. Ю. А. Кочетков защитил кандидатскую диссертацию по вопросам эффективности воздушной стрельбы с радиолокационным прицелом. В 35 лет защитил докторскую диссертацию, посвященную исследованию точности стрельбы с истребителя. В 1957 году Юрий Алексеевич становится начальником кафедры баллистики и работает в этой должности до 1966 года. За это время Ю. А. Кочетков стал автором четырёх учебников и 40 научных трудов. В ноябре 1966 г. в академии создается новая кафедра авиационной автоматики и телемеханики (впоследствии кафедра электронной автоматики), начальником которой становится Ю. А. Кочетков и возглавляет её более 20 лет (до 1987 г.). Именно здесь наиболее полно раскрылись дарования Юрия Алексеевича как педагога, ученого и организатора.
В Вооружённых Силах служил с 1941 по 1987 г.
После увольнения из Вооружённых Сил работал профессором кафедра электронной автоматики ВВИА им. проф. Н. Е. Жуковского.

## Основные направления исследований
Профессор Ю. А. Кочетков является основателем научной школы «Техническая кибернетика и идентификация в авиации» ВВИА им. проф. Н. Е. Жуковского.
Наиболее значимый научный вклад внесен Юрием Алексеевичем в развитие теории оптимального управления. Этот вклад отмечен следующими достижениями:
- обосновал общую формулу интегральной квадратичной оценки в задачах синтеза оптимального управления динамическими системами произвольного порядка;
- разработал новый конструктивный подход решения краевой задачи в теории оптимального управления на основе метода характеристик.

## Научные труды
Ю. А. Кочетков — автор 9 учебников и монографий, обладатель 18 патентов и авторских свидетельств на изобретения, число научных трудов превышает 120.

### Основные книги
- Кочетков Ю. А. Баллистика авиационных ракет и снарядов. — М.: ВВИА им. проф. Н. Е. Жуковского, 1965. — 303 с. [4]
- Кочетков Ю. А. Основы автоматики авиационного оборудования: Учебник для слушателей инж. ВВУЗов ВВС. — М.: ВВИА им.  Н. Е. Жуковского, 1976. — 455 с. [5]
- Белоцерковский С. М., Кочетков Ю. А., Красовский А. А., Новицкий В. В. Введение в аэроавтоупругость. — М.: Главная редакция физико-математической литературы издательства «Наука», 1980. — 384 с.[6]
- Васильченко К. К.,  Кочетков Ю. А., Леонов  В. А.,  Поплавский Б. К. Структурная идентификация математической модели движения самолетов. — М.: Машиностроение, 1993. — 351 с.[7]
- Кочетков Ю. А. Основы автоматики авиационного оборудования: Учебник для слушателей и курсантов ВВИА им. Н.Е. Жуковского. — М.: ВВИА им. Н. Е. Жуковского, 1995. — 574 с.

## Подготовка научных кадров
В научной школе профессора Ю. А. Кочеткова защищено 10 докторских и более 40 кандидатских диссертаций.

## Признание и награды
Юрий Алексеевич Кочетков удостоен званий
- Заслуженный деятель науки и техники РСФР (1977);
- Почётный профессор ВВИА имени профессора Н. Е. Жуковского.

Награждён орденами Красной Звезды, Отечественной войны 2 степени, Трудового Красного Знамени, медалями «За победу над Германией в Великой Отечественной войне 1941—1945 гг.», «За боевые заслуги», другими медалями СССР